# Magic in the Moonlight
Magic in the Moonlight (tạm dịch: Phép màu dưới ánh trăng) là một bộ phim hài lãng mạn năm 2014 do Woody Allen đạo diễn và viết kịch bản. Đây là bộ phim thứ 44 của Allen. Phim có sự tham gia của các diễn viên Colin Firth, Emma Stone, Hamish Linklater, Marcia Gay Harden, Jacki Weaver, Erica Leerhsen, Eileen Atkins và Simon McBurney. Đặt bối cảnh những năm 1920 ở vùng Riviera nước Pháp, phim được Sony Pictures Classics phát hành ngày 25 tháng 7 năm 2014. Magic in the Moonlight đã nhận được nhiều ý kiến trái chiều từ các nhà phê bình. Họ khen ngợi diễn xuất của Firth và Stone nhưng lại cho rằng kịch bản phim có phần rập khuôn.

## Tóm tắt nội dung phim
Vào năm 1928, một nhà ảo thuật nổi tiếng thế giới, Ngụy Linh Tú (Wei Ling Soo), biểu diễn ảo thuật trước rất nhiều người tại một nhà hát ở Berlin. Nhưng, thực chất đó là một người Anh tên là Stanley (Colin Firth). Sau khi rời khỏi sân khấu, anh ta bắt đầu nhiếc móc các trợ lý chỉ vì những lỗi lầm nhỏ nhặt và tỏ ra thô lỗ, cộc cằn với một số người có ý tốt với anh. Trong phòng thay đồ, anh được chào đón và tán dương bởi một người bạn và cũng là đồng nghiệp, Howard Burkan (Simon McBurney). Howard mời Stanley đi cùng anh ta đến Côte d'Azur, nơi nhà Catledge, một gia đình Mỹ giàu có, bị mê hoặc bởi một cô gái trẻ xinh đẹp, bí ẩn và tự nhận là có khả năng ngoại cảm - Sophie (Emma Stone). Người thừa kế của gia đình, Brice (Hamish Linklater) đã phải lòng Sophie. Chị gái của cậu, Caroline (Erica Leerhsen) và anh rể George (Jeremy Shamos) lo lắng rằng cậu đang cân nhắc việc cầu hôn Sophie. Howard đã nói rằng anh không thể vạch trần những chiêu trò của Sophie và thừa nhận rằng anh bắt đầu tin rằng cô ấy thực sự có khả năng ngoại cảm. Vì vậy, anh muốn Stanley giúp anh vạch mặt cô ta, vì Stanley đã từng lật tẩy nhiều nhà ngoại cảm giả khác trong quá khứ.
Howard và Stanley tới miền nam nước Pháp (vùng Riviera), nhưng Stanley sớm bị ngạc nhiên bởi khả năng của Sophie khi cô có thể biết được rất nhiều thông tin về anh và gia đình anh. Stanley đã chứng kiến việc Sophie liên lạc với vị gia trưởng đã qua đời của nhà Catledge, cũng là cha của Caroline và Brice. Một cây nến đặt trên bàn bỗng trôi lơ lửng và Howard đã chộp lấy nó, cố tìm ra xem Sophie đã dùng thủ đoạn gì để làm vậy nhưng không thể. Stanley bắt đầu dành nhiều thời gian hơn với Sophie. Anh đưa cô tới thăm dì anh bằng một chiếc xe mui trần, đi trên một con đường đầy đá đắp dọc bờ biển.
Khi cả hai tới thăm dì của Stanley, Vanessa (Eileen Atkins), Sophie tỏ ra có tài khi tìm ra được những bí mật về người dì Vanessa từng yêu chỉ qua chuỗi ngọc trai của dì. Cuối cùng, Stanley cũng bị thuyết phục rằng Sophie thực sự có khả năng ngoại cảm và anh đã rất xúc động. Anh cảm thấy lạc lối khi cả đời anh luôn chỉ tin vào những điều lý trí, khoa học và luôn hoài nghi. Trên đường về, một trận mưa bão lớn đổ xuống và họ phải trú tạm trong một đài thiên văn mà Stanley đã từng tới khi anh còn là một đứa trẻ. Khi mưa ngớt, họ mở mái của đài quan sát và cùng ngắm sao.
Tại một bữa tiệc, Stanley và Sophie đã nhảy cùng nhau. Vào đêm đó, khi tản bộ, Sophie hỏi Stanley rằng liệu anh có bất cứ tình cảm đặc biệt dành cho cô không, "với tư cách một người phụ nữ". Stanley đã sững sờ và nói rằng dù rất ngưỡng mộ tài năng của cô và rất biết ơn cô vì đã giúp anh nhìn thế giới theo một cách khác, nhưng anh thừa nhận là đó không phải cách anh nghĩ về cô ấy. Sophie đã rất buồn và bỏ đi. Ngày hôm sau, Stanley tổ chức một cuộc họp báo để tuyên bố với thế giới rằng dù anh đã dành cả cuộc đời để vạch trần các nhà ngoại cảm giả mạo, nhưng cuối cùng anh cũng đã tìm thấy người thực sự có khả năng đó. Các phóng viên dành cho anh nhiều câu hỏi nhưng phải dừng lại khi anh nhận được tin dì Vanessa gặp một tai nạn ô tô nghiêm trọng.
Stanley gấp gáp đến bệnh viện. Trong phòng chờ, anh đã cân nhắc đến việc cầu nguyện cho dì anh. Anh nghĩ rằng, nếu bây giờ anh đã tin vào sự tiên tri và những điều thần bí, có lẽ anh nên tin vào Chúa và sự cầu nguyện. Anh bắt đầu cầu nguyện nhưng lại dừng lại giữa chừng. Sự lý trí lại quay trở lại với anh và anh bác bỏ niềm tin vào cầu nguyện, vào những điều siêu nhiên, vào Sophie và năng lực của cô ấy. Anh quyết định sẽ chứng minh cô ấy là kẻ lừa đảo một lần nữa.
Bằng việc sử dụng một mánh lới do anh tự nghĩ ra, Stanley khiến mọi người tưởng anh đã rời khỏi phòng nhưng thực ra anh đang ở trong phòng để nghe Sophie và Howard nói về sự thông đồng và mưu mẹo tinh vi của họ. Stanley phát hiện ra rằng Sophie biết được nhiều điều về anh và dì anh là vì cô và Howard đã câu kết với nhau để lừa anh. Sophie đã dùng một mánh để lừa gia đình Mỹ giàu có và bị Howard phát hiện khá nhanh. Nhưng Howard đã không lật mặt cô, anh đã lợi dụng cô để chiếm ưu thế và cạnh tranh với bạn thân nhất của anh, Stanley.
Ban đầu, Stanley rất tức giận, nhưng anh đã quyết định tha thứ cho Howard và Sophie. Dì anh, Vanessa đã hồi phục lại sau vụ tai nạn. Trong một cuộc nói chuyện với dì anh, anh đã phải tự thừa nhận rằng anh yêu Sophie. Sau đó, Stanley đã tìm gặp cô ấy và hỏi cô ấy liệu cô ấy có thể cưới anh thay vì Brice không. Sophie đã rất ngạc nhiên và cảm thấy lời cầu hôn của anh thật ngạo mạn và gượng gạo. Cô nói với anh rằng cô vẫn sẽ cưới chàng Brice giàu có. Anh quay về nhà dì Vanessa với tâm trạng chán nản nhưng đã rất bất ngờ khi nhận ra Sophie đã theo anh tới đó. Anh đã cầu hôn cô và cô đồng ý. Họ hôn nhau và bộ phim kết thúc.

## Phân vai
- Colin Firth trong vai Stanley Crawford
- Emma Stone trong vai Sophie Baker
- Hamish Linklater trong vai Brice
- Marcia Gay Harden trong vai mẹ Sophie, bà Baker
- Jacki Weaver trong vai Grace
- Erica Leerhsen trong vai Caroline
- Eileen Atkins trong vai dì Vanessa
- Simon McBurney trong vai Howard Burkan
- Catherine McCormack trong vai Olivia
- Lionel Abelanski trong vai vị bác sĩ

## Sản xuất
Tháng 4/ 2013, Colin Firth và Emma Stone tham gia phim. Vào tháng 7, các diễn viên Jacki Weaver, Marcia Gay Harden, Hamish Linklater cũng tham gia và đạo diễn Woody Allen bắt đầu ghi hình ở Nice, Pháp. Allen thông báo tên bộ phim là Magic in the Moonlight vào ngày 15 tháng 10 năm 2013.

### Âm nhạc

#### Soundtrack
1. You Do Something to Me viết bởi Cole Porter, biểu diễn bởi Leo Reisman và His Orchestra
2. It's All a Swindle ("Alles Schwindel") viết bởi Mischa Spoliansky và Marcellus Schiffer, biểu diễn bởi Ute Lemper
3. Moritat rút từ "The Threepenny Opera" viết bởi Kurt Weill và Bertolt Brecht, biểu diễn bởi Conal Fowkes
4. Dancing With Tears in My Eyes viết bởi Joseph A. Burke và Al Dubin, biểu diễn bởi Nat Shilkret và His Orchestra
5. Big Boy viết bởi Milton Ager và Jack Yellen, biểu diễn bởi Bix Beiderbecke
6. Thou Swell rút từ "A Connecticut Yankee" viết bởi Richard Rodgers và Lorenz Hart, biểu diễn bởi Bix Beiderbecke
7. Sorry viết bởi Raymond Klages, biểu diễn bởi Bix Beiderbecke & His Gang
8. The Sheik of Araby viết bởi Harry B. Smith, Francis Wheeler và Ted Snyder, biểu diễn bởi Sidney De Paris và De Paris Brothers Orchestra
9. Chinatown, My Chinatown viết bởi William Jerome và Jean Schwartz, biểu diễn bởi Firehouse Five Plus Two
10. Remember Me viết bởi Sonny Miller, biểu diễn bởi Al Bowlly
11. Charleston viết bởi James P. Johnson và R. C. McPherson, biểu diễn bởi Paul Whiteman & His Orchestra
12. Sweet Georgia Brown viết bởi Ben Bernie, Maceo Pinkard và Kenneth Casey, biểu diễn bởi The California Ramblers
13. You Call It Madness (But I Call It Love) viết bởi Con Conrad, Gladys DuBois, Russ Colombo và Paul Gregory, biểu diễn bởi Smith Ballew và His Piping Rock Orchestra
14. At the Jazz Band Ball viết bởi Larry Shields, Anthony S. Barbaro, D. James LaRocca và Edwin B. Edwards, biểu diễn bởi Bix Beiderbecke & His Gang
15. It All Depends on You viết bởi Ray Henderson, Lew Brown và B. G. DeSylva, biểu diễn bởi Ruth Etting
16. I'll Get By (As Long as I Have You) viết bởi Fred E. Ahlert và Roy Turk, biểu diễn bởi Conal Fowke

Đã sử dụng trong phim nhưng không nằm trong soundtrack gồm:
- The Adoration of the Earth rút từ "The Rite of Spring" viết bởi Igor Stravinsky, biểu diễn bởi London Festival Orchestra
- Boléro viết bởi Maurice Ravel, biểu diễn bởi Royal Philharmonic Orchestra
- Hoạt Molto, phần thứ hai của bản giao hưởng số 9 viết bởi Ludwig van Beethoven, biểu diễn bởi Royal Philharmonic Orchestra
- Thou Swell rút từ A Connecticut Yankee viết bởi Richard Rodgers và Lorenz Hart, biểu diễn bởi Cynthia Sayer và Hamish Linklater
- I'm Always Chasing Rainbows viết bởi Harry Carroll và Joseph McCarthy, biểu diễn bởi Cynthia Sayer và Hamish Linklater
- Who? rút từ "Sunny" viết bởi Oscar Hammerstein II, Otto Harbach và Jerome Kern, biểu diễn bởi David O'Neal và Hamish Linklater

## Trình chiếu
Bộ phim được dự kiến khởi chiếu vào ngày 25 tháng 7 năm 2014. Vào ngày 17 tháng 10 năm 2013, FilmNation Entertainment thông báo sẽ quản lý việc buôn bán toàn cầu của bộ phim và Sony Pictures Classics đã giành được quyền phân phối bộ phim tại Bắc Mĩ. Vào ngày 25 tháng 7 năm 2014, bộ phim chiếu mở màn tại 17 rạp phim tại Mỹ và trình chiếu tại các rạp trên toàn nước Mỹ vào ngày 15 tháng 8 năm 2014.